# Lilia Neagu
Lilia Neagu (n. 14 mai 1951, Leova, URSS) este o activistă din Republica Moldova, fostă disidentă în Uniunea Sovietică, cunoscută pentru opoziția sa față de politica de rusificare impusă de regimul sovietic în anii 1970.

## Biografie
Lilia Neagu s-a născut la 14 mai 1951 în orașul Leova, situat în sudul Republicii Sovietice Socialiste Moldovenești (RSSM). În 1970, la vârsta de 19 ani, era studentă în anul II la Facultatea de Medicină din Chișinău. Pentru a-și continua studiile, s-a mutat în capitală, unde a închiriat o cameră în casa familiei Andruh, pe strada Bogdan Hmelnițki. Aici a cunoscut-o pe Asea Andruh, fiica gazdelor sale, elevă în clasa a X-a la Școala Medie Nr. 1 din Chișinău.

## Activism și arestare
În contextul politic al anilor 1970, RSSM traversa o perioadă de intensificare a politicilor de rusificare și suprimare a identității naționale moldovenești. Nemulțumite de aceste măsuri, Lilia Neagu și Asea Andruh au decis să protesteze împotriva regimului sovietic. În noaptea de 1 octombrie 1970, cele două tinere au scris peste 40 de lozinci pe clădiri și instituții din centrul Chișinăului, utilizând vopsea roșie. Mesajele lor includeau apeluri la revenirea la alfabetul latin, revendicări teritoriale și îndemnuri la păstrarea identității naționale, precum:
- „Scoală, Ștefane cel Mare, scoală, scoală din mormânt, ia-ți tu sabia cea mare, fă dreptate pe pământ.”
- „Moarte cotropitorilor!”
- „Întoarceți-ne alfabetul latin!”
- „Întoarceți-ne litoralul!”[1]
- „Bodiul, marș din Moldova!”[2]

Aceste acțiuni au atras rapid atenția autorităților sovietice. La ședința Biroului CC al PCM din RSSM din 5 octombrie 1970, Petru Lucinschi, prim-secretar al CC al Uniunii Tineretului Comunist din Moldova, a vorbit despre intensificarea "propagandei naționaliste" în rândul moldovenilor, dându-le exemplu pe Lilia Neagu și Asea Andruh.
La 6 octombrie 1970, Lilia Neagu a fost arestată, iar ancheta desfășurată de KGB a durat mai multe luni. Deși anchetatorul a manifestat o anumită empatie, menționând că are copii de vârsta ei, Lilia a fost condamnată la doi ani de închisoare, pedeapsă pe care a executat-o în penitenciarul de la Rusca. Asea Andruh, fiind minoră, a fost exmatriculată și obligată să muncească timp de un an în folosul societății.
Istoricul Igor Cașu îl consideră pe Lucinschi autorul moral al persecutării Liliei Neagu și Asei Andruh.

## Reabilitare și viața ulterioară
În 1990, după prăbușirea regimului sovietic, Lilia Neagu a fost reabilitată, iar condamnarea sa a fost considerată nefondată. Cu toate acestea, evenimentele prin care a trecut au lăsat urme adânci. Ani la rând, Lilia a preferat să nu discute despre experiențele sale. Ulterior, a lucrat ca liftieră într-un spital din Chișinău.

## Moștenire
Curajul Liliei Neagu și al Asei Andruh reprezintă un simbol al rezistenței împotriva opresiunii și al luptei pentru identitatea națională în Republica Moldova. Acțiunile lor din 1970 au rămas în memoria colectivă ca un exemplu de patriotism și devotament față de valorile naționale.